# Boucles de la Mayenne 2022
Els Boucles de la Mayenne 2022 fou la 47a edició dels Boucles de la Mayenne. La cursa es disputà entre el 26 i el 29 de maig de 2022, amb un recorregut de 719 km repartits entre un quatre etapes. La cursa formava part de l'UCI ProSeries 2022, en la categoria 2.Pro.
El vencedor final fou el francès Benjamin Thomas (Cofidis). Benoît Cosnefroy (AG2R Citroën Team) i Alex Aranburu (Movistar Team) completaren el podi.

## Equips participants
En aquesta edició hi prendran part 21 equips:
| WorldTeams (5)- AG2R Citroën Team - Cofidis - Groupama-FDJ - Movistar Team - UAE Team Emirates ProTeams (12)- Arkéa-Samsic - B&B Hotels-KTM - Bingoal Pauwels Sauces WB - Burgos-BH - Caja Rural-Seguros RGA - Drone Hopper-Androni Giocattoli - Euskaltel-Euskadi - Equipo Kern Pharma - Human Powered Health - Sport Vlaanderen-Baloise - TotalEnergies - Uno-X Pro Cycling Team Equips continentals (5)- Go Sport-Roubaix Lille Métropole - UC Nantes Atlantique - Nice Métropole Côte d'Azur - Lotto-Kern Haus - Saint Michel-Auber 93 |
| |

## Etapes
| Etapa    | Data       | Ciutats d'etapa                               | type              | Distància (km) | Desnivell (m) | Vencedor de l'etapa        | Líder de la general |
| -------- | ---------- | --------------------------------------------- | ----------------- | -------------- | ------------- | -------------------------- | ------------------- |
| 1a etapa | 26 de maig | Saint-Pierre-des-Landes – Andouillé           | etapa accidentada | 180            | 1.921 m       | Jason Tesson               | Jason Tesson        |
| 2a etapa | 27 de maig | Jublains – Pré-en-Pail-Saint-Samson           | etapa accidentada | 171            | 2.392 m       | Benjamin Thomas            | Benjamin Thomas     |
| 3a etapa | 28 de maig | Saint-Berthevin – Château-Gontier-sur-Mayenne | etapa accidentada | 188            | 1.758 m       | Amaury Capiot              | Benjamin Thomas     |
| 4a etapa | 29 de maig | Martigné-sur-Mayenne – Laval                  | etapa accidentada | 180            | 1.918 m       | Sebastián Molano Benavides | Benjamin Thomas     |

### Etapa 1
| \| Classificació de l'etapa \| Classificació de l'etapa \| Classificació de l'etapa \| Classificació de l'etapa \| Classificació de l'etapa \| \| Corredor \| Corredor \| Equip \| Temps \| \| \| ------------------------ \| ------------------------ \| -------------------------------- \| ------------------------ \| ------------------------ \| \| 1r \| Jason Tesson \| Saint Michel-Auber 93 \| 4h 12' 05" \| \| \| 2n \| Bram Welten \| Groupama-FDJ \| + 0" \| \| \| 3r \| Thomas Boudat \| Go Sport-Roubaix Lille Métropole \| + 0" \| \| \| 4t \| Jérémy Lecroq \| B&B Hotels-KTM \| + 0" \| \| \| 5è \| Anthony Turgis \| TotalEnergies \| + 0" \| \| \| 6è \| Julien Simon \| TotalEnergies \| + 0" \| \| \| 7è \| Alexander Aranburu Deba \| Movistar Team \| + 0" \| \| \| 8è \| Orluis Aular Sanabria \| Caja Rural-Seguros RGA \| + 0" \| \| \| 9è \| Lorrenzo Manzin \| TotalEnergies \| + 0" \| \| \| 10è \| Amaury Capiot \| Arkéa-Samsic \| + 0" \| \| |                         |                                  |            |
| |                         |                                  |            |
| Font: ProCyclingStats |                         |                                  |            |
| Classificació de l'etapa |                         |                                  |            |
| Corredor | Corredor                | Equip                            | Temps      |
| 1r | Jason Tesson            | Saint Michel-Auber 93            | 4h 12' 05" |
| 2n | Bram Welten             | Groupama-FDJ                     | + 0"       |
| 3r | Thomas Boudat           | Go Sport-Roubaix Lille Métropole | + 0"       |
| 4t | Jérémy Lecroq           | B&B Hotels-KTM                   | + 0"       |
| 5è | Anthony Turgis          | TotalEnergies                    | + 0"       |
| 6è | Julien Simon            | TotalEnergies                    | + 0"       |
| 7è | Alexander Aranburu Deba | Movistar Team                    | + 0"       |
| 8è | Orluis Aular Sanabria   | Caja Rural-Seguros RGA           | + 0"       |
| 9è | Lorrenzo Manzin         | TotalEnergies                    | + 0"       |
| 10è | Amaury Capiot           | Arkéa-Samsic                     | + 0"       |

| \| Classificació general \| Classificació general \| Classificació general \| Classificació general \| Classificació general \| \| Corredor \| Corredor \| Equip \| Temps \| \| \| --------------------- \| ----------------------- \| -------------------------------- \| --------------------- \| --------------------- \| \| 1r \| Jason Tesson \| Saint Michel-Auber 93 \| 4h 11' 55" \| \| \| 2n \| Bram Welten \| Groupama-FDJ \| + 4" \| \| \| 3r \| Lindsay De Vylder \| Sport Vlaanderen-Baloise \| + 4" \| \| \| 4t \| Thomas Boudat \| Go Sport-Roubaix Lille Métropole \| + 6" \| \| \| 5è \| Ángel Madrazo Ruiz \| Burgos-BH \| + 6" \| \| \| 6è \| Joey Rosskopf \| Human Powered Health \| + 8" \| \| \| 7è \| Jérémy Lecroq \| B&B Hotels-KTM \| + 10" \| \| \| 8è \| Anthony Turgis \| TotalEnergies \| + 10" \| \| \| 9è \| Julien Simon \| TotalEnergies \| + 10" \| \| \| 10è \| Alexander Aranburu Deba \| Movistar Team \| + 10" \| \| |                         |                                  |            |
| |                         |                                  |            |
| Font: ProCyclingStats |                         |                                  |            |
| Classificació general |                         |                                  |            |
| Corredor | Corredor                | Equip                            | Temps      |
| 1r | Jason Tesson            | Saint Michel-Auber 93            | 4h 11' 55" |
| 2n | Bram Welten             | Groupama-FDJ                     | + 4"       |
| 3r | Lindsay De Vylder       | Sport Vlaanderen-Baloise         | + 4"       |
| 4t | Thomas Boudat           | Go Sport-Roubaix Lille Métropole | + 6"       |
| 5è | Ángel Madrazo Ruiz      | Burgos-BH                        | + 6"       |
| 6è | Joey Rosskopf           | Human Powered Health             | + 8"       |
| 7è | Jérémy Lecroq           | B&B Hotels-KTM                   | + 10"      |
| 8è | Anthony Turgis          | TotalEnergies                    | + 10"      |
| 9è | Julien Simon            | TotalEnergies                    | + 10"      |
| 10è | Alexander Aranburu Deba | Movistar Team                    | + 10"      |

### Etapa 2
| \| Classificació de l'etapa \| Classificació de l'etapa \| Classificació de l'etapa \| Classificació de l'etapa \| Classificació de l'etapa \| \| Corredor \| Corredor \| Equip \| Temps \| \| \| ------------------------ \| ------------------------ \| ------------------------- \| ------------------------ \| ------------------------ \| \| 1r \| Benjamin Thomas \| Cofidis \| 4h 11' 30" \| \| \| 2n \| Benoît Cosnefroy \| AG2R Citroën Team \| + 0" \| \| \| 3r \| Alexander Aranburu Deba \| Movistar Team \| + 0" \| \| \| 4t \| Finn Fisher-Black \| UAE Team Emirates \| + 0" \| \| \| 5è \| Julien Simon \| TotalEnergies \| + 0" \| \| \| 6è \| Marco Tizza \| Bingoal Pauwels Sauces WB \| + 0" \| \| \| 7è \| Romain Hardy \| Arkéa-Samsic \| + 4" \| \| \| 8è \| Jake Stewart \| Groupama-FDJ \| + 4" \| \| \| 9è \| Idar Andersen \| Uno-X Pro Cycling Team \| + 6" \| \| \| 10è \| Thibault Ferasse \| B&B Hotels-KTM \| + 13" \| \| |                         |                           |            |
| |                         |                           |            |
| Font: ProCyclingStats |                         |                           |            |
| Classificació de l'etapa |                         |                           |            |
| Corredor | Corredor                | Equip                     | Temps      |
| 1r | Benjamin Thomas         | Cofidis                   | 4h 11' 30" |
| 2n | Benoît Cosnefroy        | AG2R Citroën Team         | + 0"       |
| 3r | Alexander Aranburu Deba | Movistar Team             | + 0"       |
| 4t | Finn Fisher-Black       | UAE Team Emirates         | + 0"       |
| 5è | Julien Simon            | TotalEnergies             | + 0"       |
| 6è | Marco Tizza             | Bingoal Pauwels Sauces WB | + 0"       |
| 7è | Romain Hardy            | Arkéa-Samsic              | + 4"       |
| 8è | Jake Stewart            | Groupama-FDJ              | + 4"       |
| 9è | Idar Andersen           | Uno-X Pro Cycling Team    | + 6"       |
| 10è | Thibault Ferasse        | B&B Hotels-KTM            | + 13"      |

| \| Classificació general \| Classificació general \| Classificació general \| Classificació general \| Classificació general \| \| Corredor \| Corredor \| Equip \| Temps \| \| \| --------------------- \| ----------------------- \| ------------------------- \| --------------------- \| --------------------- \| \| 1r \| Benjamin Thomas \| Cofidis \| 8h 23' 25" \| \| \| 2n \| Benoît Cosnefroy \| AG2R Citroën Team \| + 4" \| \| \| 3r \| Alexander Aranburu Deba \| Movistar Team \| + 6" \| \| \| 4t \| Julien Simon \| TotalEnergies \| + 10" \| \| \| 5è \| Finn Fisher-Black \| UAE Team Emirates \| + 10" \| \| \| 6è \| Marco Tizza \| Bingoal Pauwels Sauces WB \| + 10" \| \| \| 7è \| Jake Stewart \| Groupama-FDJ \| + 14" \| \| \| 8è \| Romain Hardy \| Arkéa-Samsic \| + 14" \| \| \| 9è \| Idar Andersen \| Uno-X Pro Cycling Team \| + 16" \| \| \| 10è \| Anthony Turgis \| TotalEnergies \| + 23" \| \| |                         |                           |            |
| |                         |                           |            |
| Font: ProCyclingStats |                         |                           |            |
| Classificació general |                         |                           |            |
| Corredor | Corredor                | Equip                     | Temps      |
| 1r | Benjamin Thomas         | Cofidis                   | 8h 23' 25" |
| 2n | Benoît Cosnefroy        | AG2R Citroën Team         | + 4"       |
| 3r | Alexander Aranburu Deba | Movistar Team             | + 6"       |
| 4t | Julien Simon            | TotalEnergies             | + 10"      |
| 5è | Finn Fisher-Black       | UAE Team Emirates         | + 10"      |
| 6è | Marco Tizza             | Bingoal Pauwels Sauces WB | + 10"      |
| 7è | Jake Stewart            | Groupama-FDJ              | + 14"      |
| 8è | Romain Hardy            | Arkéa-Samsic              | + 14"      |
| 9è | Idar Andersen           | Uno-X Pro Cycling Team    | + 16"      |
| 10è | Anthony Turgis          | TotalEnergies             | + 23"      |

### Etapa 3
| \| Classificació de l'etapa \| Classificació de l'etapa \| Classificació de l'etapa \| Classificació de l'etapa \| Classificació de l'etapa \| \| Corredor \| Corredor \| Equip \| Temps \| \| \| ------------------------ \| -------------------------- \| -------------------------------- \| ------------------------ \| ------------------------ \| \| 1r \| Amaury Capiot \| Arkéa-Samsic \| 4h 06' 48" \| \| \| 2n \| Kristoffer Halvorsen \| Uno-X Pro Cycling Team \| + 0" \| \| \| 3r \| Juan José Lobato del Valle \| Euskaltel-Euskadi \| + 0" \| \| \| 4t \| Orluis Aular Sanabria \| Caja Rural-Seguros RGA \| + 0" \| \| \| 5è \| Emmanuel Morin \| Team U Nantes Atlantique \| + 0" \| \| \| 6è \| Bram Welten \| Groupama-FDJ \| + 0" \| \| \| 7è \| Antonio Angulo \| Euskaltel-Euskadi \| + 0" \| \| \| 8è \| Jason Tesson \| Saint Michel-Auber 93 \| + 0" \| \| \| 9è \| Sebastián Molano Benavides \| UAE Team Emirates \| + 0" \| \| \| 10è \| Thomas Boudat \| Go Sport-Roubaix Lille Métropole \| + 0" \| \| |                            |                                  |            |
| |                            |                                  |            |
| Font: ProCyclingStats |                            |                                  |            |
| Classificació de l'etapa |                            |                                  |            |
| Corredor | Corredor                   | Equip                            | Temps      |
| 1r | Amaury Capiot              | Arkéa-Samsic                     | 4h 06' 48" |
| 2n | Kristoffer Halvorsen       | Uno-X Pro Cycling Team           | + 0"       |
| 3r | Juan José Lobato del Valle | Euskaltel-Euskadi                | + 0"       |
| 4t | Orluis Aular Sanabria      | Caja Rural-Seguros RGA           | + 0"       |
| 5è | Emmanuel Morin             | Team U Nantes Atlantique         | + 0"       |
| 6è | Bram Welten                | Groupama-FDJ                     | + 0"       |
| 7è | Antonio Angulo             | Euskaltel-Euskadi                | + 0"       |
| 8è | Jason Tesson               | Saint Michel-Auber 93            | + 0"       |
| 9è | Sebastián Molano Benavides | UAE Team Emirates                | + 0"       |
| 10è | Thomas Boudat              | Go Sport-Roubaix Lille Métropole | + 0"       |

| \| Classificació general \| Classificació general \| Classificació general \| Classificació general \| Classificació general \| \| Corredor \| Corredor \| Equip \| Temps \| \| \| --------------------- \| ----------------------- \| ------------------------- \| --------------------- \| --------------------- \| \| 1r \| Benjamin Thomas \| Cofidis \| 12h 30' 13" \| \| \| 2n \| Benoît Cosnefroy \| AG2R Citroën Team \| + 3" \| \| \| 3r \| Alexander Aranburu Deba \| Movistar Team \| + 6" \| \| \| 4t \| Julien Simon \| TotalEnergies \| + 10" \| \| \| 5è \| Marco Tizza \| Bingoal Pauwels Sauces WB \| + 10" \| \| \| 6è \| Finn Fisher-Black \| UAE Team Emirates \| + 10" \| \| \| 7è \| Jake Stewart \| Groupama-FDJ \| + 12" \| \| \| 8è \| Romain Hardy \| Arkéa-Samsic \| + 14" \| \| \| 9è \| Idar Andersen \| Uno-X Pro Cycling Team \| + 16" \| \| \| 10è \| Anthony Turgis \| TotalEnergies \| + 20" \| \| |                         |                           |             |
| |                         |                           |             |
| Font: ProCyclingStats |                         |                           |             |
| Classificació general |                         |                           |             |
| Corredor | Corredor                | Equip                     | Temps       |
| 1r | Benjamin Thomas         | Cofidis                   | 12h 30' 13" |
| 2n | Benoît Cosnefroy        | AG2R Citroën Team         | + 3"        |
| 3r | Alexander Aranburu Deba | Movistar Team             | + 6"        |
| 4t | Julien Simon            | TotalEnergies             | + 10"       |
| 5è | Marco Tizza             | Bingoal Pauwels Sauces WB | + 10"       |
| 6è | Finn Fisher-Black       | UAE Team Emirates         | + 10"       |
| 7è | Jake Stewart            | Groupama-FDJ              | + 12"       |
| 8è | Romain Hardy            | Arkéa-Samsic              | + 14"       |
| 9è | Idar Andersen           | Uno-X Pro Cycling Team    | + 16"       |
| 10è | Anthony Turgis          | TotalEnergies             | + 20"       |

### Etapa 4
| \| Classificació de l'etapa \| Classificació de l'etapa \| Classificació de l'etapa \| Classificació de l'etapa \| Classificació de l'etapa \| \| Corredor \| Corredor \| Equip \| Temps \| \| \| ------------------------ \| -------------------------- \| ------------------------- \| ------------------------ \| ------------------------ \| \| 1r \| Sebastián Molano Benavides \| UAE Team Emirates \| 4h 10' 09" \| \| \| 2n \| Orluis Aular Sanabria \| Caja Rural-Seguros RGA \| + 0" \| \| \| 3r \| Bryan Coquard \| Cofidis \| + 0" \| \| \| 4t \| Jérémy Lecroq \| B&B Hotels-KTM \| + 0" \| \| \| 5è \| Lorrenzo Manzin \| TotalEnergies \| + 0" \| \| \| 6è \| Amaury Capiot \| Arkéa-Samsic \| + 0" \| \| \| 7è \| Bram Welten \| Groupama-FDJ \| + 0" \| \| \| 8è \| Julien Simon \| TotalEnergies \| + 0" \| \| \| 9è \| Stanisław Aniołkowski \| Bingoal Pauwels Sauces WB \| + 0" \| \| \| 10è \| Edvald Boasson Hagen \| TotalEnergies \| + 0" \| \| |                            |                           |            |
| |                            |                           |            |
| Font: ProCyclingStats |                            |                           |            |
| Classificació de l'etapa |                            |                           |            |
| Corredor | Corredor                   | Equip                     | Temps      |
| 1r | Sebastián Molano Benavides | UAE Team Emirates         | 4h 10' 09" |
| 2n | Orluis Aular Sanabria      | Caja Rural-Seguros RGA    | + 0"       |
| 3r | Bryan Coquard              | Cofidis                   | + 0"       |
| 4t | Jérémy Lecroq              | B&B Hotels-KTM            | + 0"       |
| 5è | Lorrenzo Manzin            | TotalEnergies             | + 0"       |
| 6è | Amaury Capiot              | Arkéa-Samsic              | + 0"       |
| 7è | Bram Welten                | Groupama-FDJ              | + 0"       |
| 8è | Julien Simon               | TotalEnergies             | + 0"       |
| 9è | Stanisław Aniołkowski      | Bingoal Pauwels Sauces WB | + 0"       |
| 10è | Edvald Boasson Hagen       | TotalEnergies             | + 0"       |

## Classificacions finals

### Classificació final
| \| Classificació general \| Classificació general \| Classificació general \| Classificació general \| Classificació general \| \| Corredor \| Corredor \| Equip \| Temps \| \| \| --------------------- \| ----------------------- \| ------------------------- \| --------------------- \| --------------------- \| \| 1r \| Benjamin Thomas \| Cofidis \| 16h 40' 22" \| \| \| 2n \| Benoît Cosnefroy \| AG2R Citroën Team \| + 3" \| \| \| 3r \| Alexander Aranburu Deba \| Movistar Team \| + 6" \| \| \| 4t \| Julien Simon \| TotalEnergies \| + 10" \| \| \| 5è \| Marco Tizza \| Bingoal Pauwels Sauces WB \| + 10" \| \| \| 6è \| Jake Stewart \| Groupama-FDJ \| + 12" \| \| \| 7è \| Romain Hardy \| Arkéa-Samsic \| + 14" \| \| \| 8è \| Idar Andersen \| Uno-X Pro Cycling Team \| + 16" \| \| \| 9è \| Louis Barré \| Team U Nantes Atlantique \| + 19" \| \| \| 10è \| Anthony Turgis \| TotalEnergies \| + 20" \| \| |                         |                           |             |
| |                         |                           |             |
| Fonts: ProCyclingStats Cycling Quotient Cycling Archives |                         |                           |             |
| Classificació general |                         |                           |             |
| Corredor | Corredor                | Equip                     | Temps       |
| 1r | Benjamin Thomas         | Cofidis                   | 16h 40' 22" |
| 2n | Benoît Cosnefroy        | AG2R Citroën Team         | + 3"        |
| 3r | Alexander Aranburu Deba | Movistar Team             | + 6"        |
| 4t | Julien Simon            | TotalEnergies             | + 10"       |
| 5è | Marco Tizza             | Bingoal Pauwels Sauces WB | + 10"       |
| 6è | Jake Stewart            | Groupama-FDJ              | + 12"       |
| 7è | Romain Hardy            | Arkéa-Samsic              | + 14"       |
| 8è | Idar Andersen           | Uno-X Pro Cycling Team    | + 16"       |
| 9è | Louis Barré             | Team U Nantes Atlantique  | + 19"       |
| 10è | Anthony Turgis          | TotalEnergies             | + 20"       |

### Classificacions secundàries
| Classificació per punts | Classificació per punts    | Classificació per punts          | Classificació per punts | Classificació per punts |
| Corredor                | Corredor                   | Equip                            | Punts                   |                         |
| ----------------------- | -------------------------- | -------------------------------- | ----------------------- | ----------------------- |
| 1r                      | Orluis Aular Sanabria      | Caja Rural-Seguros RGA           | 42 pts                  |                         |
| 2n                      | Amaury Capiot              | Arkéa-Samsic                     | 41 pts                  |                         |
| 3r                      | Bram Welten                | Groupama-FDJ                     | 39 pts                  |                         |
| 4t                      | Jason Tesson               | Saint Michel-Auber 93            | 33 pts                  |                         |
| 5è                      | Sebastián Molano Benavides | UAE Team Emirates                | 32 pts                  |                         |
| 6è                      | Julien Simon               | TotalEnergies                    | 32 pts                  |                         |
| 7è                      | Alexander Aranburu Deba    | Movistar Team                    | 31 pts                  |                         |
| 8è                      | Jérémy Lecroq              | B&B Hotels-KTM                   | 28 pts                  |                         |
| 9è                      | Thomas Boudat              | Go Sport-Roubaix Lille Métropole | 27 pts                  |                         |
| 10è                     | Benjamin Thomas            | Cofidis                          | 25 pts                  |                         |

| Classificació per punts | Classificació per punts    | Classificació per punts          | Classificació per punts | Classificació per punts |
| Corredor                | Corredor                   | Equip                            | Punts                   |                         |
| ----------------------- | -------------------------- | -------------------------------- | ----------------------- | ----------------------- |
| 1r                      | Orluis Aular Sanabria      | Caja Rural-Seguros RGA           | 42 pts                  |                         |
| 2n                      | Amaury Capiot              | Arkéa-Samsic                     | 41 pts                  |                         |
| 3r                      | Bram Welten                | Groupama-FDJ                     | 39 pts                  |                         |
| 4t                      | Jason Tesson               | Saint Michel-Auber 93            | 33 pts                  |                         |
| 5è                      | Sebastián Molano Benavides | UAE Team Emirates                | 32 pts                  |                         |
| 6è                      | Julien Simon               | TotalEnergies                    | 32 pts                  |                         |
| 7è                      | Alexander Aranburu Deba    | Movistar Team                    | 31 pts                  |                         |
| 8è                      | Jérémy Lecroq              | B&B Hotels-KTM                   | 28 pts                  |                         |
| 9è                      | Thomas Boudat              | Go Sport-Roubaix Lille Métropole | 27 pts                  |                         |
| 10è                     | Benjamin Thomas            | Cofidis                          | 25 pts                  |                         |

| Classificació de la muntanya | Classificació de la muntanya | Classificació de la muntanya | Classificació de la muntanya | Classificació de la muntanya |
| Corredor                     | Corredor                     | Equip                        | Punts                        |                              |
| ---------------------------- | ---------------------------- | ---------------------------- | ---------------------------- | ---------------------------- |
| 1r                           | Gilles De Wilde              | Sport Vlaanderen-Baloise     | 74 pts                       |                              |
| 2n                           | Paul Hennequin               | Nice Métropole Côte d'Azur   | 46 pts                       |                              |
| 3r                           | Lindsay De Vylder            | Sport Vlaanderen-Baloise     | 19 pts                       |                              |
| 4t                           | Joey Rosskopf                | Human Powered Health         | 18 pts                       |                              |
| 5è                           | Damien Touzé                 | AG2R Citroën Team            | 14 pts                       |                              |
| 6è                           | Louis Barré                  | Team U Nantes Atlantique     | 10 pts                       |                              |
| 7è                           | Romain Cardis                | Saint Michel-Auber 93        | 10 pts                       |                              |
| 8è                           | Dimitri Peyskens             | Bingoal Pauwels Sauces WB    | 8 pts                        |                              |
| 9è                           | Greg Van Avermaet            | AG2R Citroën Team            | 6 pts                        |                              |
| 10è                          | Mathieu Burgaudeau           | TotalEnergies                | 6 pts                        |                              |

| Classificació de la muntanya | Classificació de la muntanya | Classificació de la muntanya | Classificació de la muntanya | Classificació de la muntanya |
| Corredor                     | Corredor                     | Equip                        | Punts                        |                              |
| ---------------------------- | ---------------------------- | ---------------------------- | ---------------------------- | ---------------------------- |
| 1r                           | Gilles De Wilde              | Sport Vlaanderen-Baloise     | 74 pts                       |                              |
| 2n                           | Paul Hennequin               | Nice Métropole Côte d'Azur   | 46 pts                       |                              |
| 3r                           | Lindsay De Vylder            | Sport Vlaanderen-Baloise     | 19 pts                       |                              |
| 4t                           | Joey Rosskopf                | Human Powered Health         | 18 pts                       |                              |
| 5è                           | Damien Touzé                 | AG2R Citroën Team            | 14 pts                       |                              |
| 6è                           | Louis Barré                  | Team U Nantes Atlantique     | 10 pts                       |                              |
| 7è                           | Romain Cardis                | Saint Michel-Auber 93        | 10 pts                       |                              |
| 8è                           | Dimitri Peyskens             | Bingoal Pauwels Sauces WB    | 8 pts                        |                              |
| 9è                           | Greg Van Avermaet            | AG2R Citroën Team            | 6 pts                        |                              |
| 10è                          | Mathieu Burgaudeau           | TotalEnergies                | 6 pts                        |                              |

| Classificació per punts | Classificació per punts    | Classificació per punts          | Classificació per punts | Classificació per punts |
| Corredor                | Corredor                   | Equip                            | Punts                   |                         |
| ----------------------- | -------------------------- | -------------------------------- | ----------------------- | ----------------------- |
| 1r                      | Orluis Aular Sanabria      | Caja Rural-Seguros RGA           | 42 pts                  |                         |
| 2n                      | Amaury Capiot              | Arkéa-Samsic                     | 41 pts                  |                         |
| 3r                      | Bram Welten                | Groupama-FDJ                     | 39 pts                  |                         |
| 4t                      | Jason Tesson               | Saint Michel-Auber 93            | 33 pts                  |                         |
| 5è                      | Sebastián Molano Benavides | UAE Team Emirates                | 32 pts                  |                         |
| 6è                      | Julien Simon               | TotalEnergies                    | 32 pts                  |                         |
| 7è                      | Alexander Aranburu Deba    | Movistar Team                    | 31 pts                  |                         |
| 8è                      | Jérémy Lecroq              | B&B Hotels-KTM                   | 28 pts                  |                         |
| 9è                      | Thomas Boudat              | Go Sport-Roubaix Lille Métropole | 27 pts                  |                         |
| 10è                     | Benjamin Thomas            | Cofidis                          | 25 pts                  |                         |

| Classificació per punts | Classificació per punts    | Classificació per punts          | Classificació per punts | Classificació per punts |
| Corredor                | Corredor                   | Equip                            | Punts                   |                         |
| ----------------------- | -------------------------- | -------------------------------- | ----------------------- | ----------------------- |
| 1r                      | Orluis Aular Sanabria      | Caja Rural-Seguros RGA           | 42 pts                  |                         |
| 2n                      | Amaury Capiot              | Arkéa-Samsic                     | 41 pts                  |                         |
| 3r                      | Bram Welten                | Groupama-FDJ                     | 39 pts                  |                         |
| 4t                      | Jason Tesson               | Saint Michel-Auber 93            | 33 pts                  |                         |
| 5è                      | Sebastián Molano Benavides | UAE Team Emirates                | 32 pts                  |                         |
| 6è                      | Julien Simon               | TotalEnergies                    | 32 pts                  |                         |
| 7è                      | Alexander Aranburu Deba    | Movistar Team                    | 31 pts                  |                         |
| 8è                      | Jérémy Lecroq              | B&B Hotels-KTM                   | 28 pts                  |                         |
| 9è                      | Thomas Boudat              | Go Sport-Roubaix Lille Métropole | 27 pts                  |                         |
| 10è                     | Benjamin Thomas            | Cofidis                          | 25 pts                  |                         |

| Classificació per equips | Classificació per equips | Classificació per equips | Classificació per equips |
| Equip                    | Equip                    | Temps                    |                          |
| ------------------------ | ------------------------ | ------------------------ | ------------------------ |
| 1r                       | TotalEnergies            | 50h 02' 02"              |                          |
| 2n                       | Groupama-FDJ             | + 4"                     |                          |
| 3r                       | AG2R Citroën Team        | + 30"                    |                          |
| 4t                       | Cofidis                  | + 46"                    |                          |
| 5è                       | Arkéa-Samsic             | + 58"                    |                          |

| Classificació per equips | Classificació per equips | Classificació per equips | Classificació per equips |
| Equip                    | Equip                    | Temps                    |                          |
| ------------------------ | ------------------------ | ------------------------ | ------------------------ |
| 1r                       | TotalEnergies            | 50h 02' 02"              |                          |
| 2n                       | Groupama-FDJ             | + 4"                     |                          |
| 3r                       | AG2R Citroën Team        | + 30"                    |                          |
| 4t                       | Cofidis                  | + 46"                    |                          |
| 5è                       | Arkéa-Samsic             | + 58"                    |                          |

## Evolució de les classificacions
| Etapa                  | Vencedor               | Classificació general | Classificació per punts | Classificació de la muntanya | Classificació dels joves | Classificació per equips |
| ---------------------- | ---------------------- | --------------------- | ----------------------- | ---------------------------- | ------------------------ | ------------------------ |
| 1                      | Jason Tesson           | Jason Tesson          | Jason Tesson            | Lindsay De Vylder            | Jason Tesson             | Team TotalEnergies       |
| 2                      | Benjamin Thomas        | Benjamin Thomas       | Benjamin Thomas         | Gilles De Wilde              | Finn Fisher-Black        | Team TotalEnergies       |
| 3                      | Amaury Capiot          | Benjamin Thomas       | Jason Tesson            | Gilles De Wilde              | Finn Fisher-Black        | Team TotalEnergies       |
| 4                      | Sebastián Molano       | Benjamin Thomas       | Orluis Aular            | Gilles De Wilde              | Jake Stewart             | Team TotalEnergies       |
| Classificacions finals | Classificacions finals | Benjamin Thomas       | Orluis Aular            | Gilles De Wilde              | Jake Stewart             | Team TotalEnergies       |